# XHTML
XHTML (англ. extensible hypertext markup language — расширяемый язык гипертекстовой разметки) — семейство языков разметки веб-страниц на основе XML, повторяющих и расширяющих возможности HTML. Спецификации XHTML 1.0 и XHTML 1.1 являются рекомендациями консорциума Всемирной паутины. Развитие XHTML остановлено; новые версии XHTML не выпускаются.
Главное отличие XHTML от HTML заключается в обработке документа.
Документы XHTML обрабатываются своим модулем (парсером) аналогично документам XML. В процессе этой обработки ошибки, допущенные разработчиками, не исправляются.
XHTML соответствует спецификации SGML, поскольку XML является её подмножеством.
HTML обладает множеством особенностей в процессе обработки и фактически перестал относиться к семейству SGML, что и закреплено в черновике спецификации HTML 5.
Браузер выбирает парсер для обработки документа на основании заголовка content-type, полученного от сервера:
- HTML — text/html
- XHTML — application/xhtml+xml
- Для локального просмотра на клиенте выбор основывается на расширении файла[уточнить].
- В Internet Explorer вплоть до 8-й версии парсер обработки XHTML-документов отсутствует.

Декларация DOCTYPE может не оказывать никакого влияния на определение парсера для обработки (зависит от используемого браузера).

## Различия между XHTML и HTML
Согласно синтаксису XHTML:
- все элементы должны быть закрыты. Теги, которые не имеют закрывающего тега (например, <img> или <br>), должны иметь на конце / (например, <br />);
- логические атрибуты записываются в развёрнутой форме. Например, следует писать <option selected="selected"> или <td nowrap="nowrap">;
- имена тегов и атрибутов должны быть записаны строчными буквами (например, <img alt="" /> вместо <IMG ALT="" />);
- XHTML гораздо строже относится к ошибкам в коде; < и & везде, даже в URL, должны замещаться &lt; и &amp; соответственно. По рекомендации W3C браузеры, встретив ошибку в XHTML, должны сообщить о ней и не обрабатывать документ. Для HTML браузеры должны были попытаться понять, что хотел сказать автор;
- кодировкой по умолчанию является UTF-8 (в отличие от HTML, где кодировкой по умолчанию является ISO 8859-1).

Для XHTML-страниц рекомендуется задавать MIME-тип — application/xhtml+xml, но это не является обязательным, более того — браузер Internet Explorer 8 и младшие версии не смогут обрабатывать страницу, поэтому с XHTML 1.0 традиционно используется MIME-тип для HTML — text/html.
Существует три типа документов XHTML: strict, transitional и frameset.
Наиболее употребительной и универсальной из версий XHTML является переходная (англ. transitional), поскольку она позволяет использовать iframe (включение содержимого одной веб-страницы в другую) и атрибут target у ссылок (для указания того, например, что ссылке необходимо открываться в новом окне). Фреймовая версия (англ. frameset) представляет собой расширенный вариант transitional и добавляет к нему, как следует из названия, возможность установки frameset вместо body. DTD ((англ. document type definition) определение типа документа) строгой версии XHTML (англ. strict) не содержит многих тегов и атрибутов, описанных в DTD transitional и признанных устаревшими.

## Версии XHTML

### XHTML 1.0
Спецификация XHTML 1.0 одобрена в качестве рекомендации консорциума Всемирной паутины 26 января 2000 года. 1 августа 2002 года была опубликована вторая редакция спецификации.
XHTML 1.0 определяет три типа документов (по аналогии с HTML 4):
- XHTML-1.0-Strict: тип, исключающий использование всех элементов и атрибутов, задающих графическое отображение (например, элемент font или атрибут bgcolor). Это наиболее предпочтительный тип документов.
- XHTML-1.0-Transitional: тип, допускающий использование элементов и атрибутов, задающих графическое отображение. Указанные элементы рекомендуется использовать только при необходимости, например, для облегчения миграции документов c HTML 3.2 на XHTML.
- XHTML-1.0-Frameset: тип, добавляющий к возможностям XHTML-1.0-Transitional использование фреймов.

### XHTML 1.1
- XHTML 1.1 Модульный (англ. module-based): авторы могут импортировать дополнительные свойства в их разметку.

### XHTML Basic и XHTML MP
- XHTML Основной (англ. basic): специальная облегчённая версия XHTML для устройств, которые не могут использовать полный набор элементов XHTML — в основном используется в миниатюрных устройствах, таких как мобильные телефоны. Подразумевается, что он заменит WML и C-HTML.
- XHTML мобильного профиля (англ. mobile profile): основанный на XHTML Basic, добавляет специфические элементы для мобильных телефонов.

### XHTML 2.0
XHTML 2.0 является последней версией XHTML. Эта версия не достигла статуса рекомендации: деятельность рабочей группы XHTML 2.0 была прекращена в конце 2010 года, а все ресурсы перенесены в рабочую группу HTML 5. Достигнутые результаты работы над XHTML 2.0 были опубликованы 16 декабря 2010 года в виде отчёта рабочей группы (англ. working group note).

## Валидация документов XHTML
Валидным (то есть отвечающим всем правилам) XHTML-документом считается документ, удовлетворяющий спецификации. В идеале все браузеры должны следовать веб-стандартам и, в соответствии с ними, валидные документы должны отображаться во всех браузерах на всех платформах. Валидация XHTML-документа рекомендована даже несмотря на то, что она не гарантирует кросс-браузерности. Соответствие документа спецификации может быть проверено на сайте validator.w3.org. При валидации будут обнаружены ошибки в XHTML-разметке; валидатор разъяснит суть ошибок.
Валидный документ должен содержать определение типа документа (DTD). DTD должен быть расположен до всех других элементов документа. Вот наиболее распространённые типы DTD для XHTML:
- XHTML 1.0 Strict

```
<!DOCTYPE html PUBLIC "-//W3C//DTD XHTML 1.0 Strict//EN" "http://www.w3.org/TR/xhtml1/DTD/xhtml1-strict.dtd">

```

- XHTML 1.0 Transitional

```
<!DOCTYPE html PUBLIC "-//W3C//DTD XHTML 1.0 Transitional//EN" "http://www.w3.org/TR/xhtml1/DTD/xhtml1-transitional.dtd">

```

- XHTML 1.0 Frameset

```
<!DOCTYPE html PUBLIC "-//W3C//DTD XHTML 1.0 Frameset//EN" "http://www.w3.org/TR/xhtml1/DTD/xhtml1-frameset.dtd">

```

- XHTML 1.0 Mobile

```
<!DOCTYPE html PUBLIC "-//WAPFORUM//DTD XHTML Mobile 1.0//EN" "http://www.wapforum.org/DTD/xhtml-mobile10.dtd">

```

- XHTML 1.1

```
<!DOCTYPE html PUBLIC "-//W3C//DTD XHTML 1.1//EN" "http://www.w3.org/TR/xhtml11/DTD/xhtml11.dtd">

```

Пространство имён тегов xhtml должно быть обозначено в корневом теге как "http://www.w3.org/1999/xhtml".
Самыми распространёнными ошибками в XHTML-разметке являются:
- незакрытые элементы (XHTML, в отличие от HTML, требует закрытия всех элементов, в том числе не имеющих закрывающего тега, как, например, <br />);
- отсутствие альтернативных текстов для изображений (достигающихся применением атрибута alt, который помогает сделать документы доступнее для устройств, которые не в состоянии отображать изображения, или предназначенных для слабовидящих людей);
- присутствие текста непосредственно в теге <body> документа (должен быть объявлен блочный элемент, внутрь которого следует помещать содержимое);
- вложение блочных элементов внутрь внутристрочных (inline) (например, блочные элементы <div> или <p> не могут быть вложены внутрь инлайновых элементов <a>, <span>, <em> и так далее);
- пренебрежение заключением значений атрибутов в кавычки (<a href=http://example.com/> вместо <a href="http://example.com/">);
- неправильное вложение элементов (конструкции вида <strong><em> </strong></em>);
- неправильное использование ссылок-мнемоник (например, & вместо &amp;);
- написание тегов и/или атрибутов прописными буквами вместо строчных (<DIV STYLE="…"> вместо <div style="...">);
- задание в теге <!DOCTYPE …> относительного пути к DTD-файлу ("DTD/xhtml11.dtd" вместо "http://www.w3.org/TR/xhtml11/DTD/xhtml11.dtd").

Этот список не полный и содержит самые частодопускаемые ошибки при составлении XHTML-документов.
Валидный XHTML-документ можно снабжать специальным баннером W3C, подтверждающим валидность XHTML-разметки.